# Birkózás az 1904. évi nyári olimpiai játékokon
Az 1904. évi nyári olimpiai játékokon a birkózás  hét versenyszámból állt. Csak szabadfogású birkózásban rendeztek versenyt.

## Éremtáblázat
(A táblázatokban a hazai és a magyar csapat eltérő háttérszínnel, az egyes számoszlopok legmagasabb értéke, vagy értékei vastagítással kiemelve.)
| Az 1904. évi nyári olimpiai játékok éremtáblázata birkózásban | Az 1904. évi nyári olimpiai játékok éremtáblázata birkózásban | Az 1904. évi nyári olimpiai játékok éremtáblázata birkózásban | Az 1904. évi nyári olimpiai játékok éremtáblázata birkózásban | Az 1904. évi nyári olimpiai játékok éremtáblázata birkózásban | Olimpia  |
| ------------------------------------------------------------- | ------------------------------------------------------------- | ------------------------------------------------------------- | ------------------------------------------------------------- | ------------------------------------------------------------- | -------- |
|                                                               | Ország                                                        | Arany                                                         | Ezüst                                                         | Bronz                                                         | Összesen |
| 1.                                                            | Egyesült Államok (USA)                                        | 7                                                             | 7                                                             | 7                                                             | 21       |
|                                                               |                                                               |                                                               |                                                               |                                                               |          |
| Összesen                                                      | Összesen                                                      | 7                                                             | 7                                                             | 7                                                             | 21       |

## A szabadfogású birkózás érmesei
| Az 1904. évi nyári olimpiai játékok érmesei birkózásban |                                             |                                           |                                              |
| Versenyszám                                             | Arany                                       | Ezüst                                     | Bronz                                        |
| lepkesúly                                               | Robert Curry · Egyesült Államok (USA)       | John Heim · Egyesült Államok (USA)        | Gustav Tiefenthaler · Egyesült Államok (USA) |
| légsúly                                                 | George Menhert · Egyesült Államok (USA)     | Gustav Bauers · Egyesült Államok (USA)    | William Nelson · Egyesült Államok (USA)      |
| pehelysúly                                              | Isaac Niflot · Egyesült Államok (USA)       | August Wester · Egyesült Államok (USA)    | Zenon Strebler · Egyesült Államok (USA)      |
| könnyűsúly                                              | Benjjamin Bradshaw · Egyesült Államok (USA) | Theodore McLeer · Egyesült Államok (USA)  | Charles Clapper · Egyesült Államok (USA)     |
| középsúly                                               | Otto Roehm · Egyesült Államok (USA)         | Rudolph Tesing · Egyesült Államok (USA)   | Albert Zirkel · Egyesült Államok (USA)       |
| félnehézsúly                                            | Charles Erickson · Egyesült Államok (USA)   | William Beckmann · Egyesült Államok (USA) | Jerry Winholtz · Egyesült Államok (USA)      |
| nehézsúly                                               | Robert Hansen · Egyesült Államok (USA)      | Frank Kugler · Egyesült Államok (USA)     | Charles Warmbold · Egyesült Államok (USA)    |